# غيردا تارو
غيرتا بوهوريله (بالألمانية: Gerta Pohorylle) المعروفة بالاسم المهني غيردا تارو Gerda Taro، هي مصورة فوتوغرافية ألمانية عاشت بين 1 آب/أغسطس 1910 و 26 تموز/يوليو 1937.
عرفت غيردا تارو بقيامها بتوثيق الحرب الأهلية الإسبانية مع زميلها روبرت كابا، وتوفيت بسببها، وبذلك كانت من أوائل النسوة التي قضين نحبهن وهن يزاولن مهنة التصوير في أرض المعركة.

## روابط خارجية
- غيردا تارو على موقع IMDb (الإنجليزية)